# História do modelo molecular

Representação atômica da molécula da água.

Em química, a história do modelo molecular traça as origens do conceito ou da ideia da existência, na natureza, de uma estrutura formada pela relação de dois átomos ou mais, segundo a qual as estruturas do Universo são fixadas. Neste sentido, o conceito dos objetos fundamentais semelhantes aos conceitos modernos de molécula e de átomo tem suas origens no século V a.C. com o filósofo grego Leucipo que argumentou que todo o universo é composto de átomos e de vácuo. Esta ideia será desenvolvida mais tarde, a cerca de 450 anos a.C. pelo filósofo grego Empédocles, que fundou a teoria dos quatro elementos: o fogo, o ar, a água e a terra. E também que as forças estão associadas à atração e a repulsão. Sobre a base desse raciocínio (ainda puramente filosófico), muitas especulações em toda a história da maneira que os elementos ou os átomos podem interagir entre si em um sistema coerente.

## Etimologia
A palavra deriva do latim científico molecula, diminutivo de mole ("massa").

## Antiguidade
Em torno de 485 a.C., o filósofo grego Parmênides se baseou em um argumento ontológico contra o nada, negando a possibilidade da existência de um vácuo. Em 460 a.C., o filósofo grego Leucipo, em oposição à Parmênides, que negava o vácuo, propôs uma teoria atômica, que explica a razão de que o universo é composto de átomos ou de vácuo. Uma teoria que, segundo Aristóteles, foi concebida propositadamente para contrariar os argumentos de Parmênides. Nos anos seguintes, especificamente em torno de 450 a.C., o discípulo de Leucipo, Demócrito, continua a desenvolver a hipótese atômica, onde utilizava o termo "átomo", que significa literalmente o "inquebrável".
Além da teoria atômica e antes do desenvolvimento do conceito de "molécula", se estabeleceu diversas teorias dos elementos essenciais. A partir do século VI a.C., o cientista grego Thales de Mileto acreditava que o elemento essencial era a água e que todas as coisas derivavam deste elemento. Segundo a lenda, Thales estava caminhando ao longo de uma colina, às margens da Jônia, no que hoje é o sudoeste da Turquia, e ele percebeu que algumas rochas contêm fósseis que foram inequivocamente de conchas. Isto levou Thales a acreditar que essas colinas já foram uma vez parte do mar. Há também a teoria de que, ao chegar no Egito, Tales se surpreendeu pelo fato de o Egito ser um país no meio do deserto, contudo, percebeu que só poderia haver vida no Egito devido às águas do Rio Nilo. Como dizia Heródoto, "o Egito é uma dádiva (presente) do Nilo". Nesta lógica, Thales estabeleceu a teoria que o mundo original teria sido inteiramente composto de água, e por isso a água era o elemento essencial (a arché, o princípio originário, do Cosmos).
No século V a.C., o grego Empédocles, sendo influenciado por Pitágoras, proclamou que todas as coisas são compostas das combinações diferentes de quatro elementos:

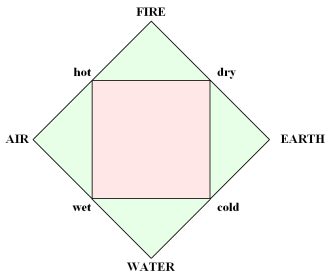
Representação da teoria dos quatro elementos.

O termo "elemento"  (stoicheia) foi introduzido pela primeira vez pelo filósofo grego Platão em 360 a.C. em seus diálogos com Timeu de Locros, que inclui uma discussão sobre a composição dos corpos orgânicos e inorgânicos, que pode ser considerada como um tratado rudimentar da química. Platão supôs que a partícula fundamental de cada elemento possui uma forma geométrica precisa: tetraedro (fogo), octaedro (ar), icosaedro (água) e cubo (terra).
Nesta teoria dos quatro elementos, Aristóteles acrescenta, em torno de 350 a.C., um quinto elemento ou "quintessência", que forma os céus. Com base nesta lógica, vários autores têm especulado ao longo do tempo sobre as formas geométrica possíveis, como os círculos, quadrados, polígonos, etc., os elementos, e como essas formas poderiam se combinar, se repulsar, ou interagir umas com as outras para criar novos elementos.

## Período medieval
Ao longo da Idade Média, isto é, do ano 500 ao 1500, teve um declínio geral ou um freio no desenvolvimento científico no Ocidente, que deve ser comparado com algumas objeções da Igreja Cristã e um declínio global da civilização como um todo.
No entanto, o período que vai do século X ao XII mostra um período de atividade com os escritos de Maimônides, Thierry de Chartres, e William de Conches. Esses filósofos, embora aceitando o ensino de base das escrituras teológicas, reviveram as antigas teorias atômicas, a fim de fornecer uma interpretação científica da Criação e da estrutura do mundo.
Maimônides, por exemplo, baseou-se principalmente sobre a ciência de Aristóteles e tentou conciliar as filosofias de Talmud com a alquimia. Thierry de Chartres, seguindo a lógica dos quatro elementos, explica as razões da terra e a água, sendo os mais pesados, levou a ser uma posição central nas estruturas, enquanto o ar e o fogo, sendo os mais leves, levando a ser uma posição externa. Da mesma forma, William de Conches, era um defensor da teoria dos quatro elementos. Onde afirmava que os itens foram divinamente criados durante a gênese do mundo, porém, estavam agora sujeitos às leis da Natureza. Ele considerava os átomos como "partículas simples e extremamente pequenas, nas quais, por sua justaposição, todas as coisas do mundo físico foram formadas e cujas qualidades foram produzidas". Em torno de 1450, com a invenção da imprensa por Gutenberg, o pensamento científico começou a acelerar.

## Século XVII
A mais antiga teoria sobre as formas e a conectividade dos átomos que foi proposta por Leucipo, Demócrito e Epicuro, que associavam a força de um material aos formatos que tomariam os átomos que o compõem. Segundo esta teoria, os átomos de ferro são fortes e duros e compostos por ganchos que se conectam para formar o metal. Os átomos de água, pelo contrário, são lisos e escorregadios; os átomos de sal, em razão ao seu gosto, são afiadas e agudas; e os átomos de ar são leves e agitados, infiltrando-se em todos os outros materiais. O principal participante desta teoria foi Demócrito. Usando a analogia a partir de nossas percepções, ela fornece uma imagem do átomo onde são distinguidas uma das outras pela sua forma, seu tamanho e seus arranjos relativos. Além disso, a ligação foi explicada através das ligações materiais onde os átomos possuíam pontos de fixação: alguns possuíam ganchos e outros buracos.
Curiosamente, a teoria atômica foi abandonada por quase dois séculos, em favor da teoria dos quatro elementos e mais tarde da alquimia. No entanto, no século XVII viu-se o ressurgimento da teoria atômica através da obra de Descartes, Gessendi e Newton, usando as antigas ideias gregas da teoria atômica para explicar como as partículas finais da matéria se vinculam entre elas. Descartes imaginou que os átomos eram anexados entre si pelos ganchos microscópicos. Posteriormente, uma das teorias moleculares mais antigas foram propostas pelo célebre naturalista francês René Descartes, que acreditava que os átomos são preenchidos com ganchos, e outras com buracos. Ele alegou que dois átomos se combinam quando o gancho se fixa no buraco da outra, como mostrando abaixo:

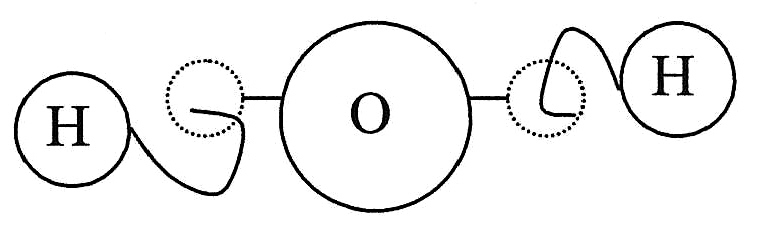
Representação da molécula de água no modelo "buraco e gancho" de Descartes. Nota: na época (cerca de 1625) a composição da água não era conhecida.

Em meados da década de 1770, as teorias envolvendo partículas com ganchos físicos eram considerados como da "química cartesiana". De maneira similar a Descartes, Gassendi, que escreveu um livro sobre a vida de Epicuro, acreditava que o tamanho e a forma de átomos que se deslocam no vácuo deviam levar em conta as propriedades da matéria. O calor é devido aos átomos pequenos e redondos; o frio, aos átomos pirâmidais com cantos afiados, que leva em conta a sensação de formigamento durante o grande frio; enquanto os sólidos mantidas juntas pela fixação dos ganchos. Newton, que conhecia as diversas teorias de ligação do átomo, quer dizer "atomes crochus", os "átomos colados" (corpos em repouso), e a teoria das "conexões por definição comum". Acredita-se que, tal como indicado na célebre "Príncipe 31" de sua Opticks de 1704, que as partículas são atraídas umas às outras por certa força, que "em contato imediato é extremamente forte, em pequenas distâncias realiza a química, e de longa distância não cria um efeito significativo sobre as partículas".
No entanto, e mais concretamente, o conceito de agregação ou das unidades de átomos colados, que dizer "moléculas", tem sua origem nas hipóteses de Robert Boyle, em 1661, em seu célebre tratado The Sceptical Chymist: a matéria se consiste de aglomerados de partículas e as reações químicas são resultantes da interação desse aglomerado. Boyle afirmou que os elementos de base da matéria consistem de partículas de diversos tipos e tamanhos, apelidadas "corpúsculos", que são capazes de se interagir em grupos. Em 1680, empregando a teoria dos corpúsculos como base, o químico francês Nicolas Lemery afirmou que a acidez de qualquer substância tem sua origem em suas partículas afiadas, enquanto a álcalis era dotada de poros de vários tamanhos. Uma molécula, segundo o ponto de vista, é composta de partículas unidas por uma geometria fechada entre pontos e poros.

Modelo de ácido-base de associação de Nicolas Lemery (1680)

## Século XVIII
A teoria da combinação por afinidade química é a precursora da ideia de uma combinação de átomos ligados entre si. Por exemplo, em 1718, o francês Étienne-François Geoffroy, baseando-se no conceito de combinação de aglomerados desenvolvidos por Boyle, desenvolve a teoria das afinidades químicas por explicar as combinações de partículas considerando que uma força alquímica reúne alguns elementos entre si. O nome de Geofroy é mais conhecido por sua tabela de afinidades químicas (Tabelas dos relatórios), apresentada à Academia francesa em 1718 e 1720.

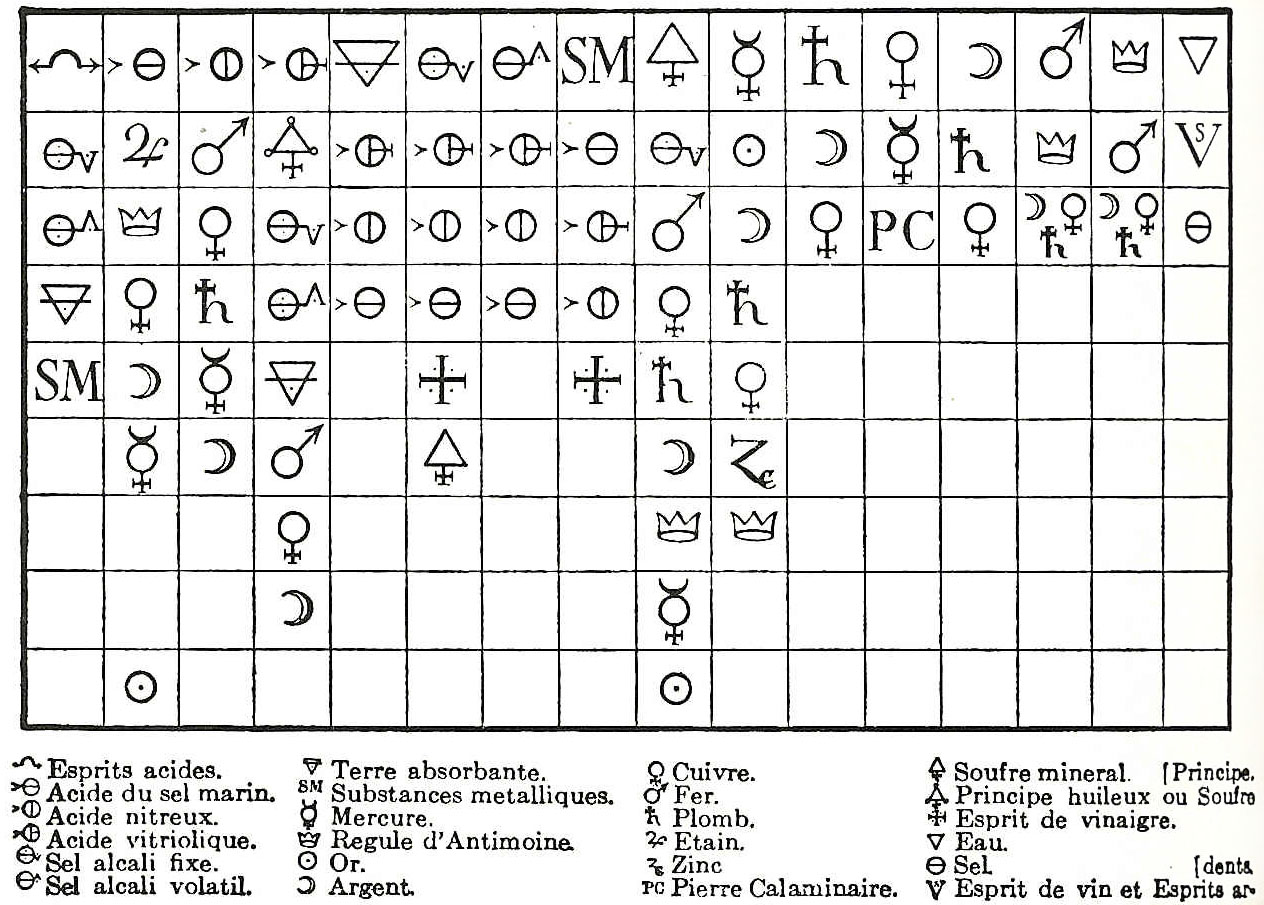
Tabela dos relatórios (1718): no topo de uma coluna se encontra uma substância com a qual todos os outros a seguir podem ser combinados.

Essa tabela continha os resultados obtidos pela observação da ação de diferentes substâncias de uma com alguma outra e demonstraram que os corpos similares apresentavam uma afinidade diferente por diferentes reagentes. Essas tabelas de afinidades continuaram a serem estudadas pelo resto do século até serem substituídas pelas concepções de Claude Louis Berthollet.
Em 1738, um físico e matemático suíço Daniel Bernoulli publicou a Hydrodynamica, que continuam a ser a base da teoria cinética dos gases. Nesse trabalho, Bernoulli propôs o argumento, usado ainda atualmente, que um gás é composto por um grande número de moléculas se movendo em todas as direções, que a pressão do gás que pode ser medida é causada pelo impacto de moléculas sobre a superfície que se encontram e aquilo que percebemos como o calor é simplesmente a energia cinética do seu movimento. Essa teoria não foi aceita imediatamente, em parte devido ao fato de que o princípio da conservação da energia ainda não tinha sido estabelecido e não era evidente aos físicos de saber como colisões entre moléculas poderiam ser perfeitamente elásticas.
Em 1789, William Higgins publicou um artigo sobre o que chamou de combinações da partícula "final", que anuncia o conceito do vínculo de valência. Se, por exemplo, segundo Higgins, a força entre a partícula final de oxigênio e da partícula final de nitrogênio é 6, então a força de resistência é dividido em conformidade, e similarmente para as outras combinações de partículas finais:

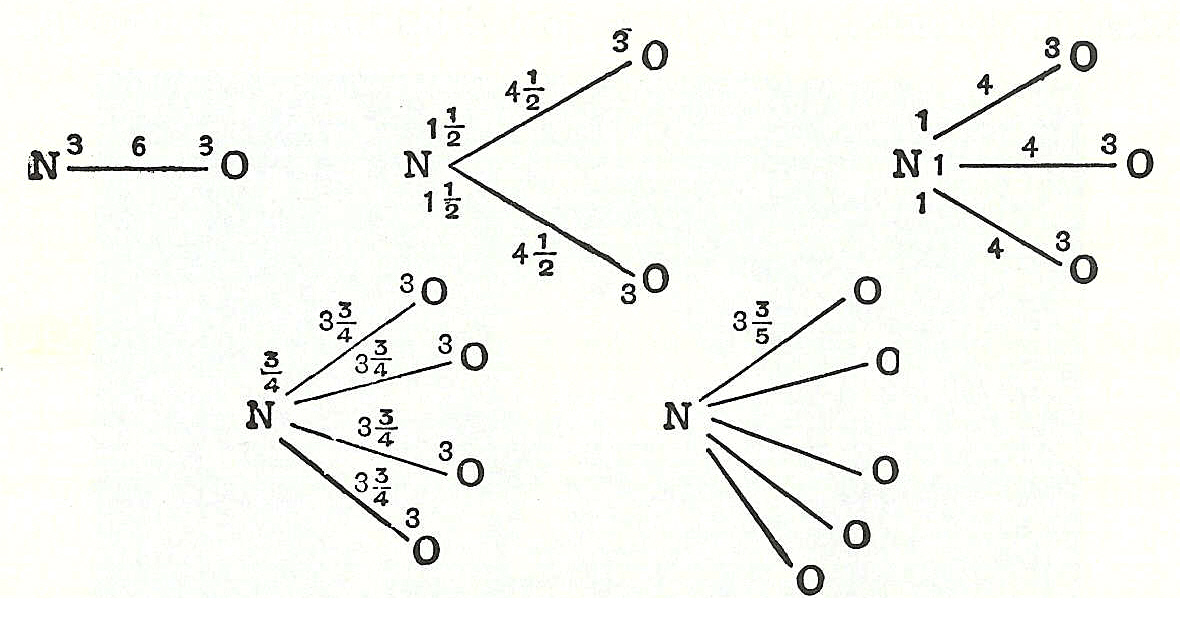
As combinações de partículas finais de William Higgins (1789)

## Século XIX
De uma maneira similar, John Dalton, em 1803, pega-se o peso atômico, o elemento mais leve, como uma unidade, e determina, por exemplo, que o relatório do dióxido de nitrogênio era de 2 por 3. Isso que dá na fórmula N2O3. Dalton imaginou, erroneamente, que os átomos se prendiam para formar moléculas. Mais tarde, em 1808, Dalton publicou o seu famoso diagrama dos "átomos" combinados:

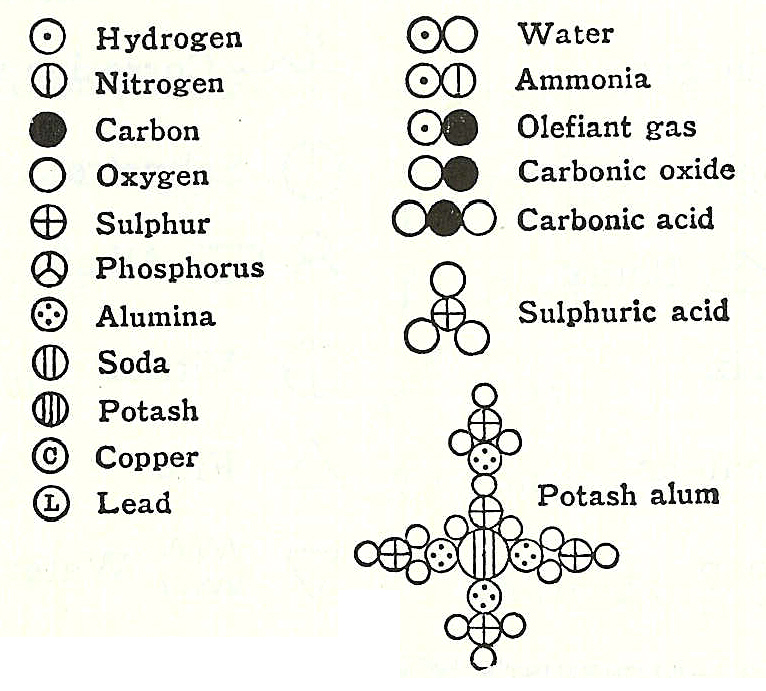
A união de átomos combinados em proporções de John Dalton (1808)

Amedeo Avogadro declarou na seu artigo de 1811 Essay on Determining the Relative Masses of the Elementary Molecules of Bodies, que:
"A menor partícula de um gás não é necessariamente um único átomo, mas uma combinação de vários desses átomos unidos por forças atrativas para formar uma única molécula".
Deve-se notar aqui que esta citação não é uma tradução literal. Avodagro utiliza o termo "molécula" de maneira silimar aos átomos e moléculas. Especificamente, ele usa o termo "molécula elementar"  quando se refere a átomos e a "moléculas compostas" para descrever a matéria.

## Século XX
No início de 1900, o químico americano Gilbert N. Lewis começou a utilizar pontos de leitura, enquanto ensinava para graduados em Harvard, para representar os elétrons em torno de átomos. Isto favoreceu seus alunos. A partir dessas leituras, Lewis observou que os elemenstos com um certo número de elétrons aparentavam ter uma estabilidade especial. Esse fenômeno foi apontado pelo químido alemão Richard Abegg, em 1904, para o qual Lewis referiu-se como "a lei de valência de Abegg" (atualmente conhecida como regra de Abegg). Para Lewis mostrava-se que uma vez um núcleo de oito elétrons foram formados em torno de um núcleo, a camada está preenchida, e uma nova camada é iniciada. Lewis também notou que vários íons com oito elétrons também aparentavam ter uma estabilidade especial. Nesses pontos de vista, ele propôs a regra de oito ou regra do octeto: Íons ou átomos com a camada preenchida de oito elétrons tem uma estabilidade especial.
Além disso, observando que um cubo tem oito vértices, Lewis imaginou um átomo como tendo oito lados disponíveis para os elétrons, como o vértice de um cubo. Anteriormente, em 1902, ele desenvolveu uma concepção em que os átomos cúbicos podem se ligar com seus lados para formar moléculas de estruturas cúbicas.
Em outras palavras, as ligações de elétrons duplos estão formadas quando a parte de dois átomos de uma ponta, como na estrutura C abaixo. Isto resulta na partilha de dois elétrons. Do mesmo modo, as ligaçõs iônicas são formadas pela transferência de um elétron de um cubo para outro, sem divisão de uma ponta A. Um estado intermédiário B, onde apenas um vértice é compartilhado, também foi postulado por Lewis.

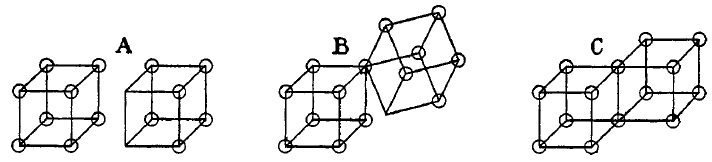
Diferentes combinações de átomos cúbicos de Lewis.

Portanto, dupla-ligação são formadas através da partilha de um lado entre dois átomos cúbicos. Isto resulta no compartilhamento de quatro elétrons.
Em 1913, enquanto trabalhava como chefe do departamento de química da Universidade da Califórnia, em Berkeley, Lewis leu uma descrição preliminar de papel por um aluno inglês pós-graduado, Alfred Lauck Parson, que estava visitando Berkeley por um ano. Nesta folha, Parson sugeriu que o elétron não é meramente uma carga elétrica, mas também é um pequeno ímã (ou "magneton" como ele dizia) e, ainda, que uma ligação química resulta de dois elétrons sendo compartilhada entre dois átomos. Isso, de acordo com Lewis, significava que a ligação ocorreu quando dois elétrons formaram uma borda compartilhada entre dois cubos completos.
Nesse ponto de vista, em seu famoso artigo de 1916 The Atom and the Molecule, ("O Átomo e a Molécula") Lewis introduziu a "estrutura de Lewis'" para representar átomos e moléculas, onde os pontos representam os elétons e as linhas representam as ligações covalentes. Neste artigo, ele desenvolveu o conceito da ligação elétron-duplo, na qual dois átomos podem compartilhar um a seis elétrons, assim formando uma única ligação de elétron, uma ligação dupla, ou uma ligação tripla.